# Добар дан, туго (роман)
Добар дан, туго (фр. Bonjour Tristesse) је роман Франсоаз Саган. Објављен је 1954. године, када је ауторка имала само 18 година, била је то преко ноћи сензација. Наслов је изведен из песме Пол Елијара "À peine défigurée", која започиње стиховима "Adieu tristesse/Bonjour tristesse..." ("Збогом туго/
Добар дан туго.."). Филмска адаптација на енглеском језику урађена је 1958. године у режији Ото Премингера. 

## Радња
Седамнаестогодишња Сесил проводи лето у вили на Француској ривијери са оцем Рејмондом и његовом тренутном љубавницом, младом, површном, помодном Елзом, која се добро слаже са Сесил. Рејмонд је привлачан, светован, аморалан човек који оправдава своје серијско удруживање цитирајући Оскара Вајлда: „Грех је једина нота живе боје која опстаје у савременом свету“. Сесил каже: „Веровала сам да на томе могу да заснивам свој живот“ и прихвата њихов лаган животни стил као идеал привилегованог статуса. Једна од његових предности за Сесил је та што њеног оца, који нема интелектуалних интереса, није брига да ли ће студирати или не. Друга је да јој даје слободу за остваривање сопствених интереса, под претпоставком да ће бити забаван додатак површним друштвеним окупљањима која он фаворизује. У следећој њиховој вили је младић од 20 година, Кирил, са којим Сесил има прву сексуалну романсу.
Њихов мирни одмор сломљен је доласком Ане, коју је Рајмонд неспретно позвао. Културна, принципијелна, интелигентна, вредна жена Рејмондових година која је била пријатељица његове покојне супруге, Ана себе сматра својеврсном кумом Сесил. Све три жене имају претензије на Рајмондову пажњу; удаљена, загонетна Ана убрзо постаје Рејмондова љубавница, а следећег јутра најављује њихову веридбу. Елса се исељава, а затим Ана покушава да преузме родитељство над Сесил. Каже Сесиле да престане да се виђа са Кирилом и врати се својим школским уџбеницима. Сесил је згрожена овом претњом свом размаженом животу као очева миљеница, поготово што Ана постаје целокупно жариште Рејмондовог интересовања. Она смишља план за спречавање брака, иако се ипак осећа двосмислено у вези са њеним сплеткама.
Да би Рејимонда учинила љубоморном, Сесил наговара Елсу и Кирила да се претварају да су пар и појављују се заједно у одређеним тренуцима. Када Рејимонд  постане љубоморан на млађег Кирила, он обнавља своју потрагу за Елсом. Али Сесил је погрешно проценила Анину осетљивост. Након што угледа Рејимонда и Елсу заједно у шуми, док јој Раимонд брише борове иглице са одела, Ана одлази у сузама и њен аутомобил стрмоглављује се са литице у очигледном самоубиству.
Сесил и њен отац се враћају празном, сумњичавом животу који су живели пре него што је Ана прекинула лето и размотрају утицај који је Ана имала на њихов живот. Сесил живи са сазнањем да су њене манипулације довеле до Анеине смрти и чезне за летом који су делиле.

## Ликови
- Сесил, богата и небрижна седамнаестогодишња девојчица,
- Рејмонд, њен средовечни отац, озлоглашени забављач и женскарош
- Елса, Рејмондова најновија љубавница на почетку романа,
- Ана, стара пријатељица Сесилине мајке, која је била менторица Сесил након што се повукла из католичког интерната,
- Кирил, младић који живи у близини куће коју Рејмонд изнајмљује лети.

## Пријем
Рани кратки преглед превода Irene Ash на енглески (1955), у "Њујорк Тајмсу" од 19. маја 1955, описује га као „Необичну малу фикцију ... коју је написала 19-годишња девојчица из Дордогне ... леп комадић недогледности “.  Рецензент часописа "The Spectator" истог датума рекао је да је  Лаку ноћ, туго, која је постигла изузетну славу захваљујући својој теми и годинама ауторке, вулгарна, тужна мала књига". 

## Културне адаптације
- Немачко-амерички филмски стваралац Ото Премингер продуцирао је и режирао филмску адаптацију књиге преко своје компаније за производњу филмова Wheel Productions. Добар дан, туго снимљен је 1958. године, а у њему глуме Џин Сиберг, Дебора Кер и Дејвид Нивен. [5]
- Канадски мрачни амбијентални бенд Soufferance заснивао је и тематизирао свој концепт продужене представе из 2011. године на књизи. ЕП под називом Добар дан, туго, садржи једну 17-минутну песму. [6] Годину дана касније објављен је пратећи концептни албум под називом Adieu Tristesse, који је такође узео елементе из романа. [7]